# 김성익
김성익(한국 한자: 金成益, 1998년 4월 12일 ~ )은 대한민국의 축구 선수이며, 포지션은 미드필더이다.